# Ручьёва, Наталья Михайловна
Наталья Михайловна Ручьёва (род. 12 марта 1960, Ельня, Смоленская область) — советская, украинская шахматистка, чемпионка ВС СССР (1983, 1984) и УССР (1984), гроссмейстер (1993) среди женщин. Российский детский тренер.

## Биография
Родилась 12 марта 1960 года в городе Ельня Смоленской области. К шахматам приобщилась в четырехлетнем возрасте, наблюдая за игрой родителей. В пятилетнем возрасте участвовала в первенстве Калининградской области среди девушек. В конце 1966 года семья  переехала на Сахалин в Углегорск. В январе 1969 года команда Сахалина заняла первое место в Благовещенске на этапе XI Спартакиады школьников РСФСР. Наталья, второразрядница, набрала 6,5 из 7, она заняла первое место на своей доске.
В 1971 году с семьей переехала в Севастополь. Её в включили в детскую сборную команду Севастополя. Она была многократной победительницей и призером первенства Украинской ССР среди девушек. В ее активе три победы на первенстве СССР среди девушек в 1975, 1976 и 1978 году.
Позднее несколько раз выигрывала чемпионат Вооруженных сил СССР, чемпионат УССР. Трижды участвовала в чемпионате СССР среди женщин. В составе команды Вооруженных сил выиграла Кубок СССР (1978, 1984), а в составе сборной УССР победила в командном чемпионате СССР 1991 года (показала лучший результат на своей доске).  
В 1993 году получила звание международного гроссмейстера среди женщин.
20 лет работает тренером секции шахмат ГБОУ ДО «Городской центр социальных и спортивных программ Севастополя». В 2015, 2016 и 2017 годах завоевала титул победительницы первенства России среди ветеранов.

## Спортивные результаты
Чемпионка СССР среди девушек (1975, 1976, 1978), представляла Севастополь. Чемпионка ВС СССР (1983, 1984) и УССР (1984). Участница 3 чемпионатов СССР (1983, 1985 и 1986); лучший результат: 1986 — 9—11-е места. Международный турнир — Львов (1985) — 2—4-е места.
В 1978 и 1984 годах выигрывала Кубок СССР в командном зачёте. В составе женской сборной УССР победительница командного первенства СССР в 1991 году в Азове.
| Графики недоступны из-за технических проблем. См. информацию на Фабрикаторе и на mediawiki.org. |